# Harry Amorim Costa
Harry Amorim Costa, né le 23 mai 1927 et décédé le 19 août 1988, était un ingénieur et homme politique brésilien, le premier gouverneur du Mato Grosso do Sul.
En 1982, il est élu député fédéral du PMDB, alors principal parti d'opposition au gouvernement de João Figueiredo. Il n'a pas pu être réélu en 1986 et a été nommé secrétaire d'État à l'environnement en 1987. Il mourra en 1988 dans un accident de voiture .

## Biographie
Né dans l'État de Rio Grande do Sul, Costa était le fils de José Zacarias Costa et d'Araci Amorim Costa. Il a fait ses études à l'Escola de Engenharia (École d'ingénieurs) de l'Universidade do Rio Grande do Sul, suivie de cours de mécanique des chaussées et des sols à l'Institut de recherche routière de Porto Alegre (1954) et à l'Institut de recherche technologique de São Paulo (1956). Dès 1950, il travaille comme ingénieur pour l'autorité indépendante Departamento Nacional de Obras de Saneamento (DNOS). En 1974, il devient directeur général de la DNOS, après avoir occupé plusieurs postes de direction avec succès dans le domaine des travaux publics et de l'assainissement.
Le 28 mars 1978, le président du Brésil, Ernesto Geisel (1974-1979) a nommé Harry Amorim Costa premier gouverneur de l'État nouvellement créé du Mato Grosso do Sul. La nomination a été approuvée par le Sénat fédéral le 29 mars suivant. Nommé par décret signé par le président Geisel le 31 mars, il quitte le poste de directeur général de la DNOS au mois de mai suivant et prête serment pour un mandat de quatre ans le 1er janvier 1979. Il était politiquement inexpérimenté, a commis des erreurs administratives et, sans sa propre base, a dû faire face à l'opposition des dirigeants nationaux les plus puissants de l'Aliança Renovadora Nacional (ARENA) du Mato Grosso do Sul, qui auraient préféré voir un gouverneur du Mato Grosso. Après cinq mois et onze jours de mandat, il est libéré tôt le 12 juin 1979 par le président João Figueiredo.
Il rejoint le parti Movimento Democrático Brasileiro (PMDB), alors principal parti d'opposition contre le gouvernement de João Figueiredo. Lors des élections de 1982 au Brésil, il est élu à la Chambre des députés du Congrès national pour le PMDB en tant que député fédéral du Mato Grosso do Sul. Ici, il est resté pendant une législature. Sa candidature à la réélection en 1986 n'a pas été retenue.
Le 15 mars 1987, il a été nommé quatrième secrétaire d'État à l'environnement (Secretário de Estado do Meio Ambiente de Mato Grosso do Sul) par le gouverneur Marcelo Miranda.
Le 19 août 1988, il meurt dans un accident de voiture. Il était marié à Amélia Santana Costa et avait six enfants.

## Conséquences
À Campo Grande, il y a un monument dans le Parque das Nações Indígenas, un buste en bronze a été réalisé, une école municipale et un quartier portent son nom.